# Casa Padrós (Ripoll)
La Casa Padrós és una obra de Ripoll protegida com a Bé Cultural d'Interès Local.

## Descripció
La casa està formada per planta baixa i dos pisos. A totes les plantes hi ha habitatges. A la façana principal hi ha tres obertures per planta, mentre que a la lateral n'hi ha cinc per planta; totes les obertures són de la mateixa tipologia i són de disseny simple. A la primera i segona planta hi ha un únic balcó; les baranes dels balcons de la façana principal estan treballades, mentre que les de les de la façana lateral són senzilles. A sota la coberta hi ha unes mèsnules treballades i uns caps escultòrics, de diverses mides, amb la representació de cares femenines. Les mènsules d'ambdues façanes estan treballades però els motius són diferents. A la façana posterior hi ha balcons, però amb cap element decoratiu a destacar. La porta d'accés a l'interior té un picaporta que destaca per les seves proporcions.